# Туришовка
Туришо́вка (рос. Турышовка) — присілок у складі Артинського міського округу Свердловської області.
Населення — 58 осіб (2010, 81 у 2002).
Національний склад станом на 2002 рік: росіяни — 89 %.